# ヴァレリオ・バルドヴィン
ヴァレリオ・バルドヴィン（Valerio Baldovin, 1966年7月25日 - ）は、イタリアのバレーボール指導者。

## 来歴
ベッルーノ出身。11歳頃からバレーボールを始め、ボローニャの高等体育研究所（ISEF）に進学後からバレーボール指導を学び始めた。
1994年から指導者としてのキャリアを歩み始めた。2002年に初めてセリエA2チームの指導者を務め、2006年にはU19男子代表のコーチ、2010年からは監督を務めた。
2011年からはパッラヴォーロ・パドヴァの指導者に就任。U19チームの指導を経て2013年にセリエA2所属のトップチームの監督に就任。2014年にセリエA1昇格を果たした。2019年シーズンは石川祐希を指揮した。
2020年からはビーボ・ヴァレンティアの監督になり、2021年シーズンは西田有志をチームに迎えた。
2022年、ウルフドッグス名古屋の監督に就任。チームは2022-23 V.LEAGUE DIVISION1 MEN優勝を果たし、優勝監督賞・松平康隆賞を受賞した。

## 指導歴
- スキオ・スポーツ（1994-1998年）
- アルティファー・ザネ（1998-1999年）
- サミア・スキオ（1999-2000年）
- サミア・モンテッキオ（2000-2002年）
- スキオ・スポーツ（2002-2006年）
- イタリア男子ジュニア代表（2006-2011年）
- パッラヴォーロ・パドヴァ（2011-2020年）
- ビーボ・ヴァレンティア（イタリア語版）（2020-2022年）
- ウルフドッグス名古屋（2022年-）